# Тритон Лауренти
Тритон Лауренти, или серопятнистый тритон (лат. Triturus carnifex) — вид хвостатых земноводных из рода тритонов семейства саламандровых. Ранее к этому виду в качестве подвида относили Triturus macedonicus. 

## Внешний вид
Крупный тритон, наряду с Triturus macedonicus является одним из самых больших представителей рода, общая длина самок до 18 см, самоцв — до 15 см. В южных частях ареала достигает меньших размеров. Имеет 14 предкрестцовых позвонков. В брачный период у самцов тритона Лауренти на спине развивается высокий гребень. По внешнему виду схож с другим представителем рода гребенчатым тритоном, от которого отличается более плотным телосложением, широкой головой, гладкой кожей, высоким и гребнем с меньшими выемками, длинным конечностям и отсутствием белых точек на боках туловища (могут быть на голове у самцов).
Окрашен в тёмно-коричневый цвет с чёрными пятнами. Брюшко оранжевое или жёлто-оранжевое с крупными серыми или чёрными пятнами, в горных популяциях может быть полностью чёрным. Горло с тёмными пятнами и белыми точками. В брачный сезон у самцов по бокам хвоста проходит белая полоса. У самок и молодых тритонов по хребту часто проходит жёлтая полоса. Клоака серо-оранжевая и уплощённая у самок и выступающая и чёрная у самцов. Известны педоморфные популяции, в которых половой диморфизм менее выражен. Могут встречаться гипомеланисты и лейкисты.

## Ареал
Распространён на Апеннинском полуострове (на юг до Калабрии), в южных Альпах (крайний юг Швейцарии и Германии, Австрия), на юге Чехии, через западную Венгрию до Хорватии, востока Боснии и Герцеговины и Словении. Интродуцирован в Англию, Бельгию, Нидерланды, Францию (около Женевы), западную Швейцарию и на остров Сан-Мигел (Азорские острова). Встречается на высоте до 2 000 м над уровнем моря.

## Образ жизни
Встречается в различных наземных местообитаниях от буковых редколесий до сухих средиземноморских ландшафтов. Может занимать антропогенно трансформированные участки, такие как карьеры. В зоне контакта с гребенчатым тритоном замещает последнего. Длина поколения оценивается в 5—10 лет. Активны в основном по ночам. Весной около четырёх месяцев проводит в воде. В это время питаются водными беспозвоночными. В наземный период жизни рацион состоит из насекомых, земляных червей, мокриц и моллюсков. Помимо беспозвоночных, личинки могут поедать личинок других земноводных. Самки откладывают по 200—250 яиц за сезон. Личинки свободно плавают в толще воды.

## Галерея

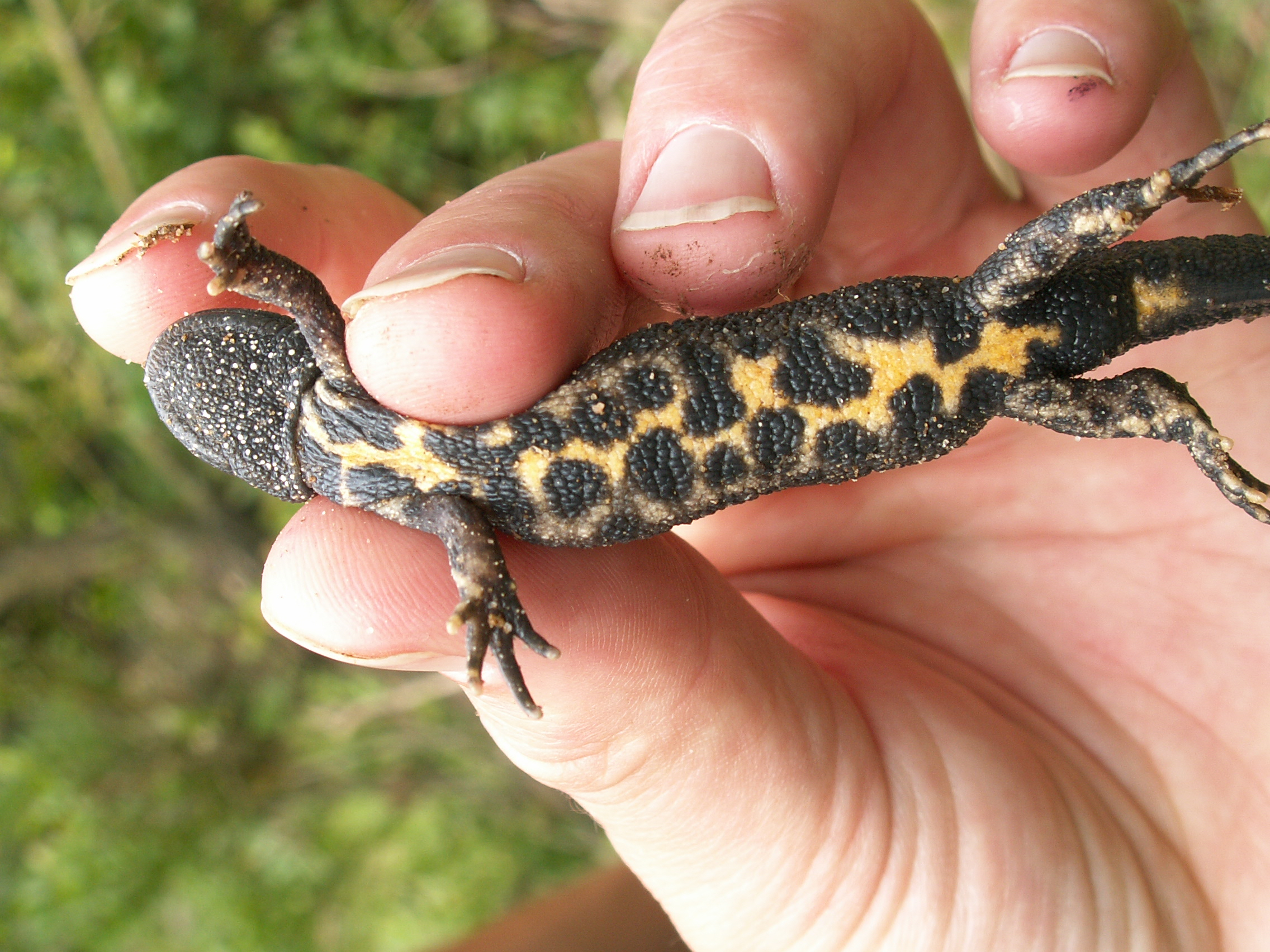
Брюшко самца
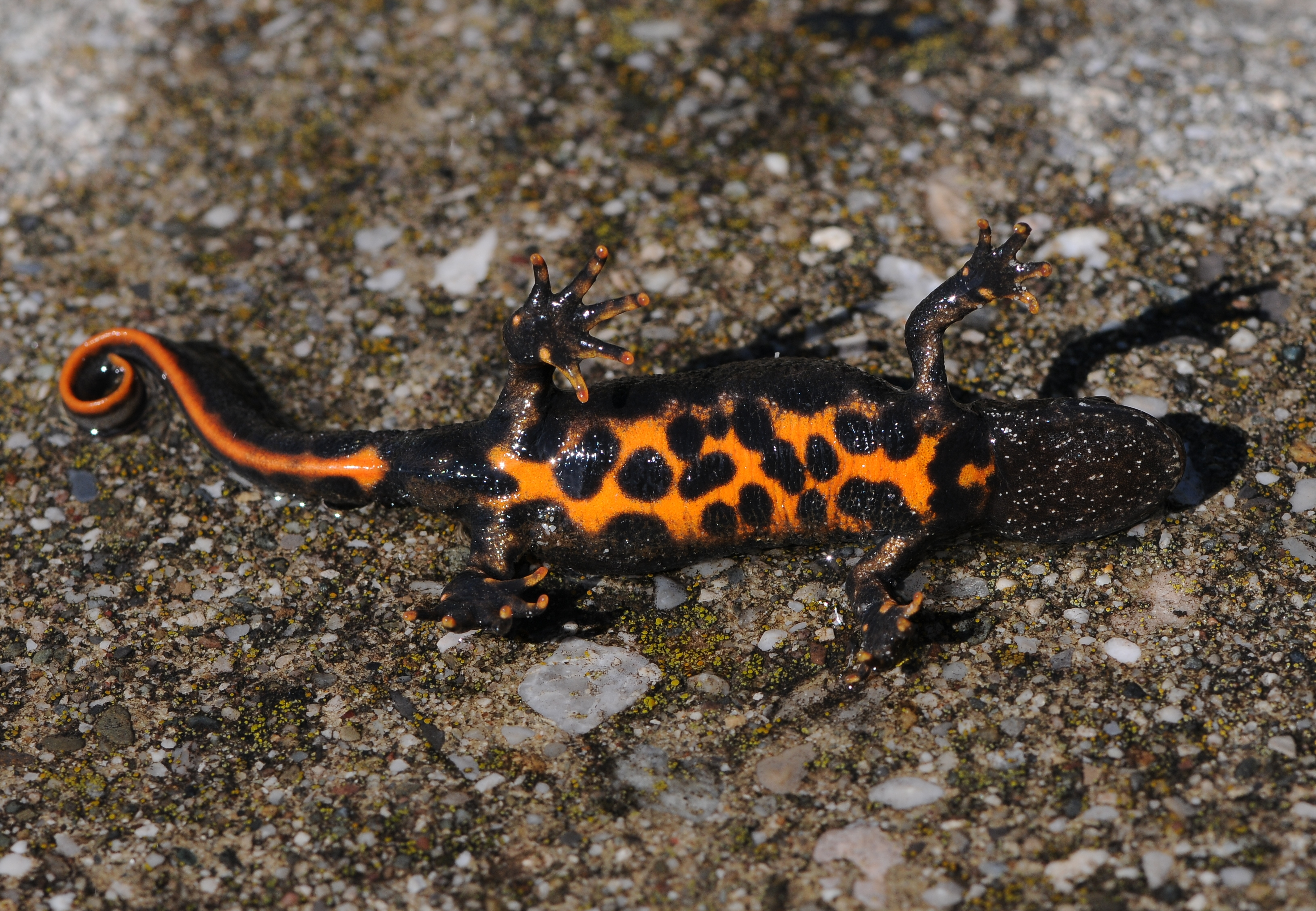
Брюшко самки
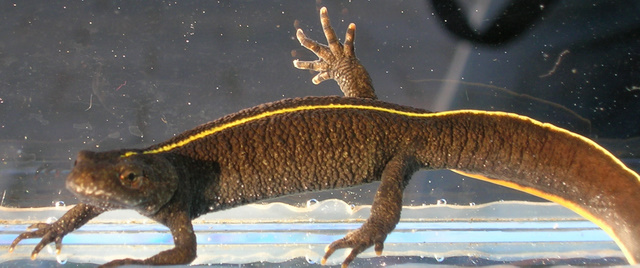
Самка в воде
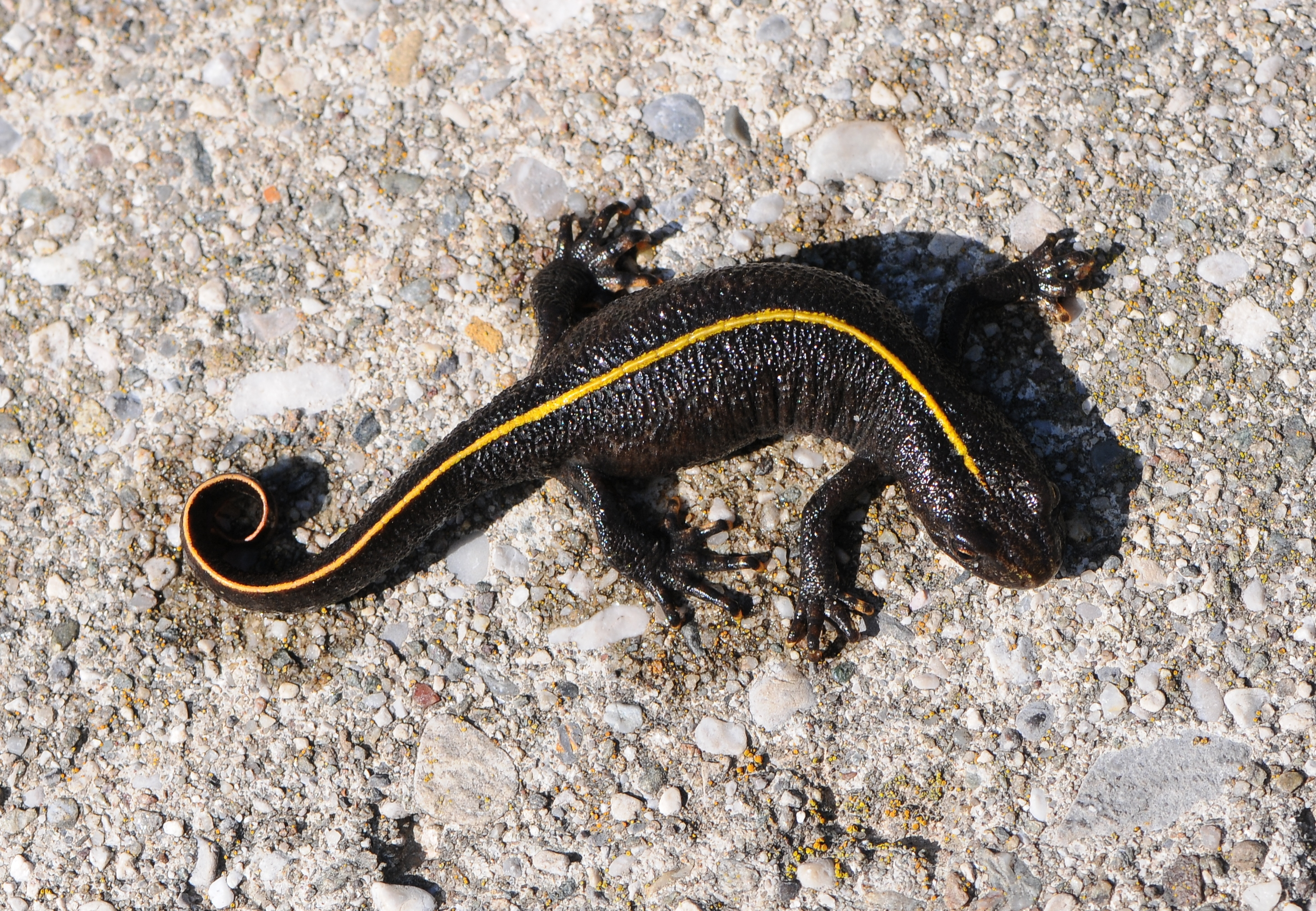